# 全世界最好的你
《全世界最好的你》（英語：The Best Of You In My Mind），2020年中國大陸偶像劇。本劇改編至竹已在晉江文學城連載之網路小說《奶油味暗戀》，由宋伊人、张耀主演。該劇於2019年5月開機，7月殺青。2020年4月10日起，於優酷視頻首播。

## 播出平台
| 頻道                   | 國家     | 首播時間      | 播出時間              | 備註 |
| 優酷視頻               | 中国大陆 | 2020年4月10日 | 會員每週一、二更新2集 |      |
| Astro双星、Astro双星HD | 马来西亚 | 2020年4月27日 | 每日 21:00 - 22:00    |      |

## 劇情簡介
來自離異家庭的少女林兮遲（宋伊人 飾）與傲嬌自負的射箭少年許放（張耀 飾）從小青梅竹馬卻相愛相殺，機靈古怪的林兮遲情竇初開，卻神經大條的誤將愛情當作友情，許放只能將一次次表白咽了回去，霸道毒舌變成親近她的唯一方式。直到互虐千百遍，林兮遲才看清自己的真心，原来可以敞開心懷後，任性依賴都源自於愛。這一次，林兮遲選擇勇敢，要成為他最堅定的力量，陪伴他完成奪冠之路。

## 演員列表

### 主要人物
| 演員                    | 角色   | 人物介紹 |
| 宋伊人 （童年：崔雅涵） | 林兮遲 | 動物醫學系學生。 性格活潑開朗，和許放為青梅竹馬。因為父母離異而不相信世界有不變的感情，然而和許放的關係卻在長久的相處下產生了變化...。喜歡許放，後成為許放的女朋友和老婆。                 |
| 张耀 （童年：姜瑞霖）   | 許放   | 蓉大射箭隊隊長。 喜歡兮遲卻不敢輕易說出口，只能用他自己的方式守候在兮遲身邊。後成為林兮遲的男朋友和老公。患有黃心病。                                                                      |
| 屈菁菁 （特別出演）     | 何厲陽 | 兮遲的室友，以理科第一的成绩进入蓉大，一直以来都是全家人的骄傲。在入学后却开始痴迷打游戏，还因为太喜爱游戏影响到学习导致留级。不过也因为游戏和林兮耿结缘。                                 |
| 馬昕墨                  | 聶悅   | 兮遲的室友，寢室裡的大姐，也是林兮迟最好的朋友。她和蒋正旭一直以来都互有好感，但两人谁都没有点破。最后蒋正旭勇敢踏出一步，向聂悦告白，互相明白心意的两人自然而然地走到了一起。             |
| 郭欣禹                  | 蔣正旭 | 蒋正旭是许放的室友兼好兄弟，他是除了林兮迟以外最懂许放的一个了。他还是许放和林兮迟的最强助攻，是他鼓励许放告白的。蒋正旭因游戏而结识了聂悦，虽然二人互相暗恋，但最终还是顺利地走在了一起。 |
| 陈泽 （童年：張家郝）   | 林兮耿 | 林兮耿是林兮迟的亲弟弟，虽然年纪小，但却早已经是个成熟的大男孩了。因为何厉阳很酷，所以原本视其为冤家的林兮耿对她日久生情。                                                                 |
| 李宗霖                  | 葉紹文 | 兮遲系上的學長。叶绍文温柔帅气，还是个富二代。叶绍文很照顾林兮迟，常常让许放吃醋生气。虽然叶绍文喜欢林兮迟，而林兮迟也喜欢他，但因种种原因没有在一起，最后还是看着林兮迟和许放走到了一起。 |

### 其他人物
| 演員   | 角色     | 人物介紹 |
| 雷漢   | 林長歌   | 兮遲和兮耿的爸爸。 |
| 宋美萱 | 辛梓丹   | 辛梓丹与林兮迟原是好朋友，但因为喜欢许放，可许放心中从始至终只有林兮迟，这让辛梓丹嫉恨上了林兮迟，以致于故意打破许放送给林兮迟的杯子，和林兮迟的关系也不断恶化，但幸好她即時回頭，雖然沒能跟許放在一起，但也跟林兮遲恢復了以往的友誼。 |
| 張磊   | 劉小江   | 蓉大射箭隊教練。 |
| 王錚   | 許母     | 許放媽媽。 |
| 楊均柏 | 許父     | 許放爸爸。 |
| 郝文婷 | 鄭芳芳   | 兮遲和兮耿的媽媽 |
| 付偉倫 | 丁一     | |
| 潘一禕 | 陳玎     | |
| 曹賀   | 付寬寬   | 射箭隊隊員 |
|        |          | 射箭隊隊員 |
| 韓克   | 姚旺     | 射箭隊隊員 |
| 趙麒   | 數學老師 | 兮遲和許放的高中數學老師。 |
| 李崢   | 閻志斌   | 兮遲和許放的大學教授。 |

## 電視劇歌曲
| 曲序 | 曲目                     |                        | 作曲   | 演唱   |
| ---- | ------------------------ | ---------------------- | ------ | ------ |
| 1.   | 全世界最好的你（片頭曲） | 林喬、劉恩迅           | 鄭國鋒 | 許嵩   |
| 2.   | 沒那麼難（片尾曲）       | 明天、林喬             | 陳雪燃 | 劉宇寧 |
| 3.   | 再見一面（插曲）         | 林喬、郭德紫毅、孫艾藜 | 孫艾藜 | 于文文 |
| 4.   | 讓青春不枉（插曲）       | 張鵬鵬                 | 鄭國鋒 | 董又霖 |
| 5.   | 餘光之間（插曲）         | 林喬、劉恩迅           | 孫艾藜 | 印子月 |
| 6.   | 那件最重要的小事（插曲） | 張贏                   | 羅錕   | 都智文 |

## 外部連結
- 《全世界最好的你》的新浪微博

| 马来西亚 Astro双星、Astro双星HD 每晚 21:00 - 22:00 | 马来西亚 Astro双星、Astro双星HD 每晚 21:00 - 22:00 | 马来西亚 Astro双星、Astro双星HD 每晚 21:00 - 22:00 |
| -------------------------------------------------- | -------------------------------------------------- | -------------------------------------------------- |
|                                                    | 全世界最好的你 （2020年4月27日 - 2020年5月）       |                                                    |
| 上古密约 （2020年2月20日 - 2020年4月4日）          | —                                                  |                                                    |